# Achille Colignon
Achille Hyppolyte Colignon (Lieze, 22 augustus 1813 - Schaarbeek, 29 juni 1891) was luitenant-generaal in het Belgisch leger.
Colignon was in 1841 instructeur op de Koninklijke Militaire School. Hij werd na zijn militaire carrière in 1877 liberaal gemeenteraadslid van Schaarbeek, en diende van 1879 tot 1891 als burgemeester van die gemeente. Hij was de drijvende kracht achter de bouw van het huidige gemeentehuis van Schaarbeek. Daarnaast was hij uitvinder van het waterkanon.

## Eerbetoon
Zijn herinnering wordt geëerd met de naam van het plein waarop het gemeentehuis van Schaarbeek is gelegen, het Colignonplein. Na afwerking van de Brusselse metrolijn 3 is er ook een station van de Brusselse metro dat zijn naam draagt: Colignon.